# فرناندو فيريرا
فرناندو فيريرا هو منافس ألعاب قوى برازيلي، ولد في 13 ديسمبر 1994 في ريبيراو بريتو في البرازيل.

## وصلات خارجية
- فرناندو فيريرا على موقع الاتحاد الدولي لألعاب القوى (الإنجليزية)
- فرناندو فيريرا على موقع أوليمبيديا (الإنجليزية)